# Daf-2
Ген daf-2 кодує інсуліно-подібний рецептор в нематодах C. elegans. Згідно з даними лабораторії Сінтії Кеньйон, певні мутації в daf-2 подвоюють тривалість життя хробаків. Відомо, що ген регулює репродуктивний розвиток, старіння, опір до різних видів стресу (зокрема, окислювального стресу, змін температури, гіпоксії), а також опір від бактеріальних патогенів .
DAF-2 є єдиним інсуліно/ІФР-1-подібним рецептором в нематодах. Інсуліно/ІФР-1-подібна сигнальна система збережена серед багатьох тварин, від черв'яків до людини. DAF-2 негативно регулюює фактор транскрипції DAF-16 через каскад фосфорилювання. Генетичний аналіз доводить, що DAF-16 потрібний для daf-2-залежного продовження тривалості життя і формування дауера. У нефосфорильованому стані DAF-16 активний і знаходиться в ядрі.